# Deborah Avant
Deborah Avant (* 1958) ist eine US-amerikanische Politikwissenschaftlerin, die als Professorin an der Josef Korbel School of International Studies der University of Denver forscht und lehrt. 2022/23 amtierte sie als Präsidentin der International Studies Association (ISA).

## Leben
Avant machte 1982 und 1987 das Bachelor- und dann das Master-Examen im Fach Politikwissenschaft an der University of California, San Diego. Ebenfalls in San Diego wurde sie 1991 zur Ph.D. promoviert (Hauptfächer: Internationale Beziehungen und Vergleichende Politikwissenschaft). Nach Stationen als Assistant Professor und Associate Professor wurde sie 2006 Professorin an der George Washington University. Ein Jahr später wechselte sie an die University of California, Irvine. Seit 2011 ist sie an der University Denver.
Ihre Forschung konzentriert sich auf zivil-militärische Beziehungen und die Rolle nichtstaatlicher Akteure bei der Kontrolle von Gewalt und der Schaffung von Governance.

## Schriften (Auswahl)
- The market for force. The consequences of privatizing security. Cambridge University Press, Cambridge/New York 2005, ISBN 0521850266.
- Political institutions and military change. Lessons from peripheral wars. Cornell University Press, Ithaca 1994, ISBN 0801430348.